# Yang Xiao
Yang Xiao (en chino: 楊曉; 6 de marzo de 1964) es una deportista china que compitió en remo.
Participó en los Juegos Olímpicos de Seúl 1988, obteniendo dos medallas, plata en cuatro con timonel y bronce en ocho con timonel. Ganó una medalla de bronce en el Campeonato Mundial de Remo de 1989.

## Palmarés internacional
| Juegos Olímpicos   | Juegos Olímpicos     | Juegos Olímpicos  | Juegos Olímpicos   |
| Año                | Lugar                | Medalla           | Prueba             |
| ------------------ | -------------------- | ----------------- | ------------------ |
| 1988               | Seúl (Corea del Sur) | Medalla de plata  | Cuatro con timonel |
| 1988               | Seúl (Corea del Sur) | Medalla de bronce | Ocho con timonel   |
| Campeonato Mundial |                      |                   |                    |
| Año                | Lugar                | Medalla           | Prueba             |
| 1989               | Bled (Yugoslavia)    | Medalla de bronce | Ocho con timonel   |